# Olga Engl
Olga Engl, född 30 maj 1871 i Prag, Österrike-Ungern (nu Tjeckien), död 21 september 1946 i Berlin, var en österrikisk skådespelare. Hon scendebuterade 1887 och verkade under 1800-talets slut vid flera tyska teatrar. Engl medverkade i långt över 200 tyska filmer, majoriteten under stumfilmseran på 1910-talet och 1920-talet. Hon klarade övergången till ljudfilm och medverkade i mindre skala i filmer fram till 1945.

## Filmografi, urval
- 1916 – Dollarprinsessans paraply
- 1917 – Christa Hartung
- 1918 – Ur livets maskerad
- 1920 – Världens moral och kärlekens
- 1922 – Den brinnande åkern
- 1927 – Det dansande Wien
- 1931 – Ett litet snedsprång
- 1931 – Grabbar med ruter i
- 1933 – Vilda Veronika
- 1934 – Csardasfurstinnan
- 1935 – En kvinnas hämnd
- 1938 – Blåräven
- 1940 – Isabel och kärleken
- 1941 – Clarissa
- 1942 – Ett möte i natten